# Quintinia serrata
Quintinia serrata A.Cunn., 1839 è una pianta appartenente alla famiglia delle Paracryphiaceae, originaria della Nuova Zelanda.

## Descrizione

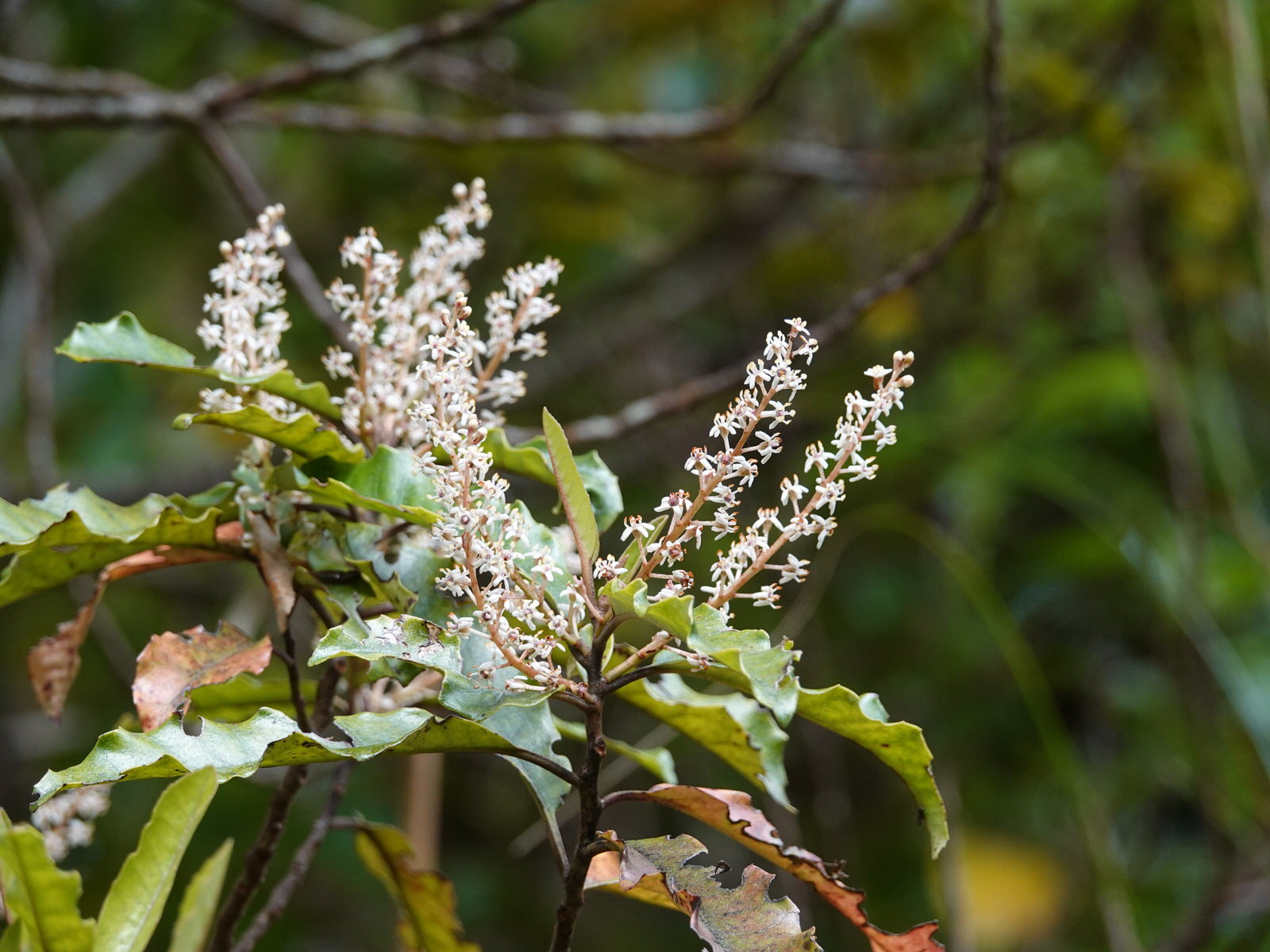
Fiori di Q. serrata

Q. serrata è un albero alto fino a 12 m con un tronco fino a 50 cm di diametro e corteccia di colore che va da bianco-grigiastro a grigio-marrone, spesso screziata e ricoperta di piccoli licheni, muschi ed epatiche.
Le foglie sono alterne di colore da verde-giallo a verde scuro e solitamente picchiettate di marrone scuro, portate su piccioli lunghi fino a 20 mm. La lamina fogliare ha dimensioni di 2–16 cm × 1–5 cm ed è lanceolata o ellittica con margini ondulati o piatti, seghettati o interi.
Le infiorescenze sono racemose, ascellari o terminali che portano fiori bianchi o rosati con petali lunghi 1,5-3,5 mm Capsule 3-5-valvate, lunghe 4–6 mm, compreso lo stilo, obovoide, ellissoide o oblungo.
I frutti sono capsule che contengono 20-30 semi.

## Distribuzione e habitat
Q. serrata è originaria della Nuova Zelanda e cresce principalmente nel bioma subtropicale. Cresce in ambiente costiero-montano, solitamente nelle foreste, Nella parte settentrionale del suo areale è spesso confinata valli più fresche o su catene muntuose. Nella parte meridionale del suo areale si estende nella foresta costiera dove può costituire una parte importante del sottobosco o della volta della foresta in siti disturbati.